# 戴紘
戴紘（15世紀—15世紀），字子儀，號桂軒，廣東廣州府南海縣人，明朝政治人物。

## 生平
戴紘是正統三年舉人戴璉之子，成化二年進士戴縉之弟，天順六年舉人戴紈之兄。景泰七年（1456年）丙子科廣東鄉試舉人，天順七年（1463年）癸未科會試中副榜，授化州知州，拆毁淫祠，把石人投入江中驅除民惑，因過失降為柳州教授，化州人將他入祀名宦祠，後以父母去世回鄉，服闋歷任太平、廬州教授，弘治年間陞國子監助教，官至翰林院檢討，著有《桂軒集》流傳。

## 引用
1. 1 2  同治《南海縣志·卷三十五·列傳四》：戴縉，字子容，號雲巢，璉長子，景泰癸酉鄉薦，與弟紘、紈同會試都中……紘字子儀，號桂軒，景泰丙子鄉薦，天順甲申乙榜，授化州知州，毁淫祠，投石人于江以祛民惑，詿誤改官柳州府教授，人頌其德，崇祀名宦，丁艱服闋，歷任太平、廬州府學教授，陞翰林院檢討，著有《桂軒集》。
2. ↑  道光《國子監志·卷四十八·官師志八》：助教……戴紘 南海人……弘治年任